# Elogouï
L'Elogouï (en russe : Елогуй) est une rivière de Russie qui coule dans le krai de Krasnoïarsk en Sibérie. C'est un affluent direct de l'Ienisseï en rive gauche.

## Géographie
L'Elogouï prend sa source à 180 mètres d'altitude, dans la partie nord-ouest du krai de Krasnoïarsk, au nord-est de la plaine de Sibérie occidentale, juste à la frontière du district autonome des Khantys-Mansis et du bassin versant du Vakh, affluent de l'Ob. Après sa naissance, la rivière prend la direction du sud-est sur une cinquantaine de kilomètres, après quoi elle adopte la direction du nord-est. Traversant ainsi une partie de taiga du nord-est de la plaine de Sibérie occidentale, elle se rapproche progressivement du lit de l'Ienisseï. Elle finit par se jeter dans le fleuve en rive gauche, 20 kilomètres en aval de la petite localité d'Iskoup.

La rivière est prise dans les glaces depuis début novembre jusqu'à la mi-mai.

Elle est navigable sur 170 kilomètres, entre le confluent de la rivière Kellog, et son point de confluence avec l'Ienisseï.

## Hydrométrie - Les débits mensuels à Elogouï
Le débit de la rivière a été observé pendant 37 ans (au long de la période 1960 - 1999) à Elogouï, station hydrométrique située à quelque 168 kilomètres de son confluent avec l'Ienisseï, à une altitude de 40,4 mètres. 
À la station d'Elogouï, le débit annuel moyen ou module observé sur cette période était de 166 m3/s pour une surface de drainage de 16 300 km2, soit plus ou moins 65 % de la totalité du bassin versant de la rivière qui en compte 25 100. La lame d'eau d'écoulement annuel dans le bassin se montait de ce fait à 322 millimètres, ce qui peut être considéré comme élevé, mais correspond aux valeurs généralement observées dans la partie nord de la Sibérie occidentale.
Les hautes eaux se déroulent au printemps, aux mois de mai et de juin, ce qui correspond au dégel et à la fonte des neiges du bassin. Dès le mois de juillet, le débit baisse fortement, puis se stabilise à un niveau assez élevé jusqu'au mois d'octobre.
À partir du mois de novembre, le débit de la rivière baisse à nouveau, ce qui mène à la période des basses eaux ou étiage annuel. Celui-ci a lieu de novembre à avril inclus et correspond à l'hiver et aux importantes gelées qui s'étendent sur toute la Sibérie.  
Le débit moyen mensuel de l'Elogouï observé en mars (minimum d'étiage) est de 52,6 m3/s, soit environ 10 % du débit moyen du mois de juin 
(550 m3/s), ce qui illustre l'amplitude fort modérée (pour la Sibérie) des variations saisonnières. Les écarts de débits mensuels peuvent être cependant plus importants d'après les années : sur la durée d'observation de 37 ans, le débit mensuel minimal a été de 27,1 m3/s en février 1969, tandis que le débit mensuel maximal s'élevait à 1 280 m3/s en juin 1983.
En ce qui concerne la période libre de glace (de mai à septembre inclus), le débit minimal observé a été de 63,7 m3/s en septembre 1983, ce qui restait à vrai dire tout à fait confortable comparé à son débit moyen annuel. 

## Protection de la nature
Depuis 1987, un vaste territoire de 7 476 km2 de taïga, recouvrant le haut bassin de la rivière ainsi que le bassin de ses affluents Tankses et Tyna, est protégé sous le nom de Eloguiski sakasnik .